# 箱形水母科
箱形水母科（学名：Chirodropidae）为箱形水母目的一个科。

## 下级分类
本科包括以下属：
- Chirodectes Gershwin, 2006
- Chirodropus Haeckel, 1880
- 箱形水母属 Chironex Southcott, 1956